# Championnat du Paraguay de football 1985
Navigation
Saison précédente Saison suivante
La saison 1985 du Championnat du Paraguay de football est la soixante-quinzième édition de la Primera División, le championnat de première division au Paraguay. Les dix meilleurs clubs du pays disputent la compétition, qui se déroule en plusieurs phases :
- les équipes se rencontrent lors de trois tours, tous disputés au sein d’une poule unique. Les deux premiers de chaque tour se qualifient pour la phase finale. Un classement cumulé des trois tours est utilisé pour qualifier des équipes supplémentaires au besoin.
- la phase finale regroupe les six qualifiés au sein d'une poule unique. Ils s’affrontent à nouveau une fois pour désigner le champion et l'équipe qui l'accompagne en Copa Libertadores.

C'est le Club Olimpia qui est sacré champion cette saison après avoir terminé en tête du classement final, avec trois points d’avance sur Club Nacional et quatre sur le duo Club Sol de América-Cerro Porteño. C'est le trentième titre de champion du Paraguay de l’histoire du club.

## Les clubs participants
| - Club Guaraní - Cerro Porteño - Club Libertad - Club Atlético Colegiales - Club Olimpia | - Club Sol de América - Club Sportivo Luqueño - Club Nacional - Club Sportivo San Lorenzo - Promu de División Intermedia - Club River Plate |

## Compétition
Le barème utilisé pour établir l’ensemble des classements est le suivant :
- Victoire : 2 points
- Match nul : 1 point
- Défaite : 0 point

### Première phase

#### Classement cumulé
| Rang | Équipe                     | Pts | J  | G  | N  | P  | Bp | Bc | Diff |
| ---- | -------------------------- | --- | -- | -- | -- | -- | -- | -- | ---- |
| 1    | Cerro Porteño              | 36  | 27 | 13 | 10 | 4  | 39 | 22 | +17  |
| 2    | Club Olimpia               | 35  | 27 | 11 | 13 | 3  | 37 | 15 | +22  |
| 3    | Club GuaraníT              | 30  | 27 | 11 | 8  | 8  | 33 | 32 | +1   |
| 4    | Club Sportivo San LorenzoP | 28  | 27 | 10 | 8  | 9  | 34 | 32 | +2   |
| 5    | Club River Plate           | 26  | 27 | 10 | 6  | 11 | 26 | 35 | -9   |
| 6    | Club Atlético Colegiales   | 25  | 27 | 8  | 9  | 10 | 34 | 34 | 0    |
| 7    | Club Nacional              | 24  | 27 | 6  | 12 | 9  | 30 | 34 | -4   |
| 8    | Club Libertad              | 22  | 27 | 5  | 12 | 10 | 23 | 31 | -8   |
| 9    | Club Sol de América        | 22  | 27 | 6  | 10 | 11 | 27 | 36 | -9   |
| 10   | Club Sportivo Luqueño      | 22  | 27 | 8  | 6  | 13 | 31 | 44 | -13  |

|  | Qualification directe pour la phase finale (vainqueur ou dauphin d’une phase) |
|  | Qualification pour la phase finale grâce au classement cumulé                 |
|  | Relégation directe en División Intermedia                                     |
|  | T : Tenant du titre P : Promu de División Intermedia                          |

### Phase finale
| Rang | Équipe                    | Pts | J | G | N | P | Bp | Bc | Diff |  | Résultats (▼ dom., ► ext.) | Oli | Nac | Sol | Cer | Gua | SLol |
| ---- | ------------------------- | --- | - | - | - | - | -- | -- | ---- |  | -------------------------- | --- | --- | --- | --- | --- | ---- |
| 1    | Club Olimpia +2           | 11  | 5 | 4 | 1 | 0 | 8  | 2  | +6   |  | Club Olimpia +2            |     | 1-0 | 2-1 | 1-1 | 1-0 | 3-0  |
| 2    | Club Nacional +2          | 8   | 5 | 2 | 2 | 1 | 5  | 4  | +1   |  | Club Nacional +2           |     |     | 1-1 | 1-0 | 2-2 | 1-0  |
| 3    | Club Sol de América +1    | 7   | 5 | 2 | 2 | 1 | 13 | 10 | +3   |  | Club Sol de América +1     |     |     |     | 4-2 | 4-4 | 3-1  |
| 4    | Cerro Porteño +4          | 7   | 5 | 1 | 1 | 3 | 7  | 9  | -2   |  | Cerro Porteño +4           |     |     |     |     | 1-3 | 3-0  |
| 5    | Club GuaraníT             | 6   | 5 | 2 | 2 | 1 | 14 | 9  | +5   |  | Club GuaraníT              |     |     |     |     |     | 5-1  |
| 6    | Club Sportivo San Lorenzo | 0   | 5 | 0 | 0 | 5 | 2  | 15 | -13  |  | Club Sportivo San Lorenzo  |     |     |     |     |     |      |

## Bilan de la saison
| Championnat du Paraguay de football 1985 |                          |
| Champion                                 | Club Olimpia (30e titre) |
| Qualifications continentales             |                          |
| Copa Libertadores 1986                   | Club Olimpia             |
| Copa Libertadores 1986                   | Club Nacional            |
| Promotions et relégations                |                          |
| Promus en Primera División               | Club Sport Colombia      |
| Relégués en División Intermedia          | Club River Plate         |